# Cal Ventureta
Cal Ventureta és un masia situada a Miravé, municipi de Pinell de Solsonès, a la comarca catalana del Solsonès.
Està situada a 868 m d'altitud.